# Immediate Records
Immediate Records var et britisk pladeselskab, der blev grundlagt i 1965 af The Rolling Stones' manager Andrew Loog Oldham, og Tony Calder og som koncentrerede sig om den London-baserede blues og R&B-scene.

## Historie
Immediate Records blev grundlagt i 1965. Pladeselskabet udgav musik med artister som Rod Stewart, P. P. Arnold, Billy Nicholls, John Mayall, Savoy Brown, Small Faces, The Nice, Fleetwood Mac, The Groundhogs, Chris Farlowe, Duncan Browne og Humble Pie. 
På grund af finansielle problemer indstillede pladeselskabet sine aktiviteter i 1970, og det har været genstand for kontroverser lige siden, hvilket især skyldes selskabets manglende afregning af  royalties til Small Faces, der udgav mange af sine hits på mærket mellem 1967 og 1969. På trods af deres succes, fik bandet stort set ingen indtægter fra selskabet, herunder fra de mange genudgivelser af orkestret plader. Først i 2000'erne blev der som følge af et sagsanlæg endelig sikret betalinger.
I USA indgik Immediate Records  samarbejde med MGM Records, der udgav tre singler (K-13530, K-13567, K-13600) som en del af MGM's katalog under MGM's labels ved siden af Immediates label. Immediate Records indgik herefter et kortvarigt samarbejde med United Artists, der udgav to singler,  (E-1901, E-1902), før end der blev indgået en aftale med CBS om at oprette en nyt label, der udgav udvalgte singler på det amerikanske marked (under brug af produkt-koder med ZS7 præfiks) og album (ved hjælp af Z12). Samarbejdet endte i uenighed og ophørte. Herefter oprettede Immediate et selvstændigt label i USA, hvorunder de udgav en enkelt single (IMOC-001) og The Nice's sidste album før pladeselskabet ophørte.
I dag indehaves rettighederne til Immediates katalog i Storbritannien af Chrysalis Music, der igen er ejet af BMG Rights Management. Uden for Storbritannien ejes rettighederne af Charly Records, der tillige er ejer af varemærket Immediate Records.

## Diskografi

### Album
| UK #           | US #                   | Artist(er)                     | Album titel                                                           |
| -------------- | ---------------------- | ------------------------------ | --------------------------------------------------------------------- |
| IMLP-001       | –                      | The McCoys                     | Hang on Sloopy (from US Bang)                                         |
| IMLP-002       | –                      | Sam Cooke                      | The Wonderful World of Sam Cooke (featuring US Keen material)         |
| IMLP-003       | –                      | Aranbee Pop Symphony Orchestra | Today's Pop Symphony (directed by Keith Richards)                     |
| IMLP-004       | –                      | Mark Murphy                    | Who Can I Turn To                                                     |
| IMLP-005       | –                      | Chris Farlowe                  | 14 Things to Think About                                              |
| IMLP-006       | –                      | Chris Farlowe                  | The Art of Chris Farlowe                                              |
| IMLP-007       | –                      | Twice as Much                  | Own Up                                                                |
| IMLP-008       | Z12-52 002             | Small Faces                    | Small Faces (aka There Are But Four Small Faces)                      |
| IMLP-009       | –                      | Billy Nicholls                 | Would You Believe                                                     |
| IMLP-010       | –                      | Chris Farlowe                  | The Best of Chris Farlowe Vol. 1                                      |
| IMLP-011       | –                      | P.P. Arnold                    | The First Lady of Immediate                                           |
| IMLP-012       | Z12-52 008             | Small Faces                    | Ogdens' Nut Gone Flake                                                |
| IMLP-013       | –                      | Twice as Much                  | That's All                                                            |
| IMLP-014       | Z12-52 006             | Various                        | Blues Anytime Vol. 1 (reissued under several titles)                  |
| IMLP-015       | Z12-52 007             | Various                        | Blues Anytime Vol. 2 (reissued under several titles)                  |
| IMLP-016       | Z12-52 004             | The Nice                       | The Thoughts of Emerlist Davjack                                      |
| IMLP-017       | Z12 52 016             | P.P. Arnold                    | Kafunta                                                               |
| IMLP-018       | Z12-52 012             | Duncan Browne                  | Give Me Take You                                                      |
| IMLP-019       | Z12-52 018             | Various                        | Blues Anytime Vol. 3 (reissued under several titles)                  |
| IMLP-020       | Z12-52 020             | The Nice                       | Ars Longa Vita Brevis                                                 |
| IMLP-021       | –                      | Chris Farlowe                  | The Last Goodbye                                                      |
| IMLP-022       | –                      | Small Faces                    | In Memoriam (not issued in the UK; only in Europe)                    |
| IMLP-023       | –                      | Amen Corner                    | National Welsh Coast Live Explosion Company                           |
| IMLP-024       | –                      | Various                        | Blues Leftovers (Blues Anytime Vol. 4)                                |
| IMLP-025       | IMOCS-101              | Humble Pie                     | As Safe As Yesterday Is                                               |
| IMLP-026       | Z12-52 022 & IMOCS-102 | The Nice                       | Nice                                                                  |
| IMLP-027       | –                      | Humble Pie                     | Town and Country                                                      |
| IMLP-028       | –                      | Amen Corner                    | Farewell to the Real Magnificent Seven                                |
| EPs            |                        |                                |                                                                       |
| IMEP-001       | –                      | Chris Farlowe                  | Farlowe in the Midnight Hour                                          |
| IMEP-002       | –                      | The McCoys                     | Hits Vol. 1                                                           |
| IMEP-003       | –                      | The McCoys                     | Hits Vol. 2                                                           |
| IMEP-004       | –                      | Chris Farlowe                  | Hits                                                                  |
| Double-albums  |                        |                                |                                                                       |
| IMAL-01/02     | –                      | Small Faces                    | The Autumn Stone                                                      |
| IMAL-03/04     | –                      | Various                        | Anthology of British Blues Volume 1 (reissue of Blues Anytime series) |
| IMAL-05/06     | –                      | Various                        | Anthology of British Blues Volume 2 (reissue of Blues Anytime series) |
| Sampler albums |                        |                                |                                                                       |
| IMLYIN         | –                      | Various                        | Immediate Lets You In                                                 |
| IMLYIN-2       | –                      | Various                        | Happy to Be a Part of the Industry of Human Happiness                 |

### Singler
| UK #   | US #     | Artist(er)                                                                                          | Sangtitel |
| ------ | -------- | --------------------------------------------------------------------------------------------------- | --- |
| IM-001 | –        | The McCoys                                                                                          | "Hang on Sloopy" (from US Bang) b/w "I Can't Believe It"                                                                            |
| IM-002 | –        | The Fifth Avenue                                                                                    | "The Bells of Rhymney" b/w "Just Like Anyone Would Do"                                                                              |
| IM-003 | –        | Nico                                                                                                | "I'm Not Sayin'" b/w "The Last Mile"                                                                                                |
| IM-004 | –        | Gregory Phillips                                                                                    | "Down in the Boondocks" b/w "That's the One"                                                                                        |
| IM-005 | –        | The Masterminds                                                                                     | "She Belongs to Me" b/w "Taken My Love"                                                                                             |
| IM-006 | –        | The Poets                                                                                           | "Call Again" b/w "Some Things I Can't Forget"                                                                                       |
| IM-007 | –        | The Strangeloves                                                                                    | "Cara-Lin" (from US Bang) b/w "(Roll On) Mississippi"                                                                               |
| IM-008 | –        | Van Lenton                                                                                          | "Gotta Get Away" b/w "You Don't Care"                                                                                               |
| IM-009 | –        | The Factotums                                                                                       | "In My Lonely Room" b/w "A Run in the Green and Tangerine Flaked Forest"                                                            |
| IM-010 | –        | The Golden Apples of the Sun                                                                        | "The Monkey Time" b/w "Chocolate Rolls, Tea and Monopoly"                                                                           |
| IM-011 | –        | Barbara Lynn                                                                                        | "You Can't Buy My Love" (from US Tribe) b/w "That's What a Friend Will Do"                                                          |
| IM-012 | –        | John Mayall & the Bluesbreakers                                                                     | "I'm Your Witchdoctor" b/w "Telephone Blues"                                                                                        |
| IM-013 | –        | Glyn Johns                                                                                          | "Mary Anne" b/w "Like Grains of Yellow Sand"                                                                                        |
| IM-014 | –        | Mick Softley                                                                                        | "I'm So Confused" b/w "She's My Girl"                                                                                               |
| IM-015 | –        | The Mockingbirds                                                                                    | "You Stole My Love" b/w "Skit Skat"                                                                                                 |
| IM-016 | –        | Chris Farlowe                                                                                       | "The Fool" b/w "Treat Her Good" |
| IM-017 | –        | Joey Vine                                                                                           | "Down & Out" b/w "The Out of Towner"                                                                                                |
| IM-018 | –        | Jimmy Tarbuck                                                                                       | "Someday" b/w "Wastin' Time" |
| IM-019 | –        | The Variations                                                                                      | "The Man With All the Toys" b/w "She'll Know I'm Sorry"                                                                             |
| IM-020 | –        | Les Fleur de Lys                                                                                    | "Moondreams" b/w "Wait for Me" |
| IM-021 | –        | The McCoys                                                                                          | "Fever" (from US Bang) b/w "Sorrow"                                                                                                 |
| IM-022 | –        | The Factotums                                                                                       | "You're So Good to Me" b/w "Can't Go Home Anymore My Love"                                                                          |
| IM-023 | –        | Chris Farlowe                                                                                       | "Think" b/w "Don't Just Look at Me"                                                                                                 |
| IM-024 | –        | The Poets                                                                                           | "Baby Don't You Do It" b/w "I'll Come Home"                                                                                         |
| IM-025 | –        | Charles Dickens                                                                                     | "So Much in Love" b/w "Our Soul Brother TH"                                                                                         |
| IM-026 | –        | Goldie                                                                                              | "Going Back" b/w "Headlines" |
| IM-027 | –        | Tony Rivers and the Castaways                                                                       | "Girl Don't Tell Me" b/w "The Girl From Salt Lake City"                                                                             |
| IM-028 | –        | The McCoys                                                                                          | "Don't Worry Mother, Your Son's Heart Is Pure" (from US Bang) b/w "Ko-Ko"                                                           |
| IM-029 | –        | The McCoys                                                                                          | "Up and Down" (from US Bang) b/w "If You Tell a Lie"                                                                                |
| IM-030 | –        | The London Waits                                                                                    | "Softly, Softly" (theme from the BBC Television series Softly, Softly) b/w "Serenadio (Italian Serenade)"                           |
| IM-031 | –        | The Turtles                                                                                         | "You Baby" b/w "Wanderin' Kind" |
| IM-032 | –        | Les Fleur de Lys                                                                                    | "Circles" b/w "So, Come On" |
| IM-033 | K-13530  | Twice as Much                                                                                       | "Sittin' on a Fence" b/w "Baby I Want You"                                                                                          |
| IM-034 | –        | The McCoys                                                                                          | "Runaway" b/w "Come on Let's Go" |
| IM-035 | K-13567  | Chris Farlowe                                                                                       | "Out of Time" b/w "Baby Make It Soon"                                                                                               |
| IM-036 | K-13600  | Twice as Much                                                                                       | "Step Out of Line" b/w "Simplified"                                                                                                 |
| IM-037 | –        | The McCoys                                                                                          | "(You Make Me Feel) So Good" (from US Bang) b/w "Everyday I Have to Cry"                                                            |
| IM-038 | –        | Chris Farlowe                                                                                       | "Ride On, Baby" b/w "Headlines" |
| IM-039 | –        | Twice as Much                                                                                       | "True Story" b/w "You're So Good for Me"                                                                                            |
| IM-040 | –        | P.P. Arnold                                                                                         | "Everything's Gonna Be Alright" b/w "Life Is But Nothing"                                                                           |
| IM-041 | –        | Chris Farlowe                                                                                       | "My Way of Giving" b/w "You're So Good to Me"                                                                                       |
| IM-042 | –        | Twice as Much                                                                                       | "Crystal Ball" b/w "Why Can't They All Go and Leave Me Alone"                                                                       |
| IM-043 | –        | Apostolic Intervention                                                                              | "(Tell Me) Have You Ever Seen Me" b/w "Madame Garcia"                                                                               |
| IM-044 | –        | Nicky Scott                                                                                         | "Big City" b/w "Everything's Gonna Be Alright"                                                                                      |
| IM-045 | –        | Nicky Scott                                                                                         | "Backstreet Girl" b/w "Chain Reaction"                                                                                              |
| IM-046 | –        | The McCoys                                                                                          | "I Got to Go Back" (from US Bang) b/w "Dynamite"                                                                                    |
| IM-047 | E-1901   | P.P. Arnold                                                                                         | "The First Cut Is the Deepest" b/w "Speak to Me"                                                                                    |
| IM-048 | –        | Mort Shuman IV                                                                                      | "Monday, Monday" b/w "Little Children"                                                                                              |
| IM-049 | –        | Chris Farlowe                                                                                       | "Yesterday's Papers" b/w "Life Is But Nothing"                                                                                      |
| IM-050 | E-1902   | Small Faces                                                                                         | "Here Come the Nice" b/w "Talk to You"                                                                                              |
| IM-051 | ZS7-502  | John Mayall & the Bluesbreakers with Eric Clapton                                                   | "I'm Your Witchdoctor" b/w "Telephone Blues"                                                                                        |
| IM-052 | –        | Marquis of Kensington                                                                               | "The Changing of the Guard" b/w "Reverse Thrust"                                                                                    |
| IM-053 | –        | Murray Head                                                                                         | "She Was Perfection" b/w "Secondhand Monday"                                                                                        |
| IM-054 | –        | The Australian Playboys                                                                             | "Black Sheep R.I.P." b/w "Sad" |
| IM-055 | –        | P.P. Arnold                                                                                         | "The Time Has Come" b/w "If You See What I Mean"                                                                                    |
| IM-056 | –        | Chris Farlowe                                                                                       | "Moanin'" b/w "What Have I Been Doing?"                                                                                             |
| IM-057 | ZS7-501  | Small Faces                                                                                         | "Itchycoo Park" b/w "I'm Only Dreaming"                                                                                             |
| IM-058 | –        | Warm Sounds                                                                                         | "Sticks and Stones" b/w "Angeline"                                                                                                  |
| –      | ZS7-5002 | Chris Farlowe                                                                                       | "Paint It Black" b/w "You're So Good to Me"                                                                                         |
| IM-059 | ZS7-5004 | The Nice                                                                                            | "The Thoughts of Emerlist Davjack" b/w "Azrail (Angel of Death)"                                                                    |
| IM-060 | –        | Rod Stewart                                                                                         | "Little Miss Understood" b/w "So Much to Say (So Little Time)"                                                                      |
| IM-061 | ZS7-5006 | P.P. Arnold                                                                                         | "(If You Think You're) Groovy" b/w "Though It Hurts Me Badly"                                                                       |
| IM-062 | ZS7-5003 | Small Faces                                                                                         | "Tin Soldier" b/w "I Feel Much Better"                                                                                              |
| IM-063 | –        | Billy Nicholls                                                                                      | "Would You Believe" b/w "Daytime Girl"                                                                                              |
| IM-064 | ZS7-5007 | Small Faces                                                                                         | "Lazy Sunday" b/w "Rollin' Over (Part II of Happiness Stan)"                                                                        |
| IM-065 | ZS7-5005 | Chris Farlowe                                                                                       | "Handbags and Gladrags" b/w "Everyone Makes a Mistake"                                                                              |
| IM-066 | –        | Chris Farlowe                                                                                       | "The Last Goodbye" (from the film The Last Goodbye) b/w "Paperman Fly in the Sky"                                                   |
| IM-067 | –        | The Outer Limits                                                                                    | "Great Train Robbery" b/w "Sweet Freedom"                                                                                           |
| IM-067 | –        | P.P. Arnold                                                                                         | "Angel of the Morning" b/w "Life Is But Nothing"                                                                                    |
| IM-068 | ZS7-5008 | The Nice                                                                                            | "America" (from the musical West Side Story) b/w "The Diamond Hard Blue Apples of the Moon"                                         |
| IM-069 | ZS7-5009 | Small Faces                                                                                         | "The Universal" b/w "Donkey Rides, a Penny a Glass"                                                                                 |
| IM-070 | ZS7-5010 | Duncan Browne                                                                                       | "On the Bombsite" b/w "Alfred Bell"                                                                                                 |
| IM-071 | ZS7-5011 | Chris Farlowe                                                                                       | "Paint It Black" b/w "I Just Need Your Loving" (UK), "What Have I Been Doing?" (US)                                                 |
| IM-072 | –        | The Nice                                                                                            | "Brandenburger" b/w "Happy Freuds"                                                                                                  |
| –      | ZS7-5012 | Small Faces                                                                                         | "Mad John" b/w "The Journey" |
| IM-073 | ZS7-5013 | Amen Corner                                                                                         | "(If Paradise Is) Half as Nice" b/w "Hey Hey Girl"                                                                                  |
| IM-074 | –        | Chris Farlowe                                                                                       | "Dawn" b/w "April Was the Month" |
| IM-075 | –        | Michael D'Abo                                                                                       | "(See the Little People) Gulliver's Travels" (from the show Gulliver's Travels) b/w "An Anthology of Gulliver's Travels – Part Two" |
| IM-076 | –        | The McCoys                                                                                          | "Hang on Sloopy" (from US Bang) b/w "This Is Where We Came In"                                                                      |
| IM-077 | ZS7-5014 | Small Faces                                                                                         | "Afterglow of Your Love" b/w "Wham Bam Thank You Man"                                                                               |
| IM-078 | –        | Chris Farlowe                                                                                       | "Out of Time" b/w "Ride on Baby" |
| IM-079 | –        | P.P. Arnold                                                                                         | "The First Cut Is the Deepest" b/w "The Time Has Come"                                                                              |
| IM-080 | –        | Fleetwood Mac (B-side under alias Earl Vince and the Valiants)                                      | "Man of the World" b/w "Somebody's Gonna Get Their Head Kicked in Tonite"                                                           |
| IM-081 | –        | Amen Corner                                                                                         | "Hello Susie" b/w "Evil Man's Gonna Win"                                                                                            |
| IM-082 | IMOC-001 | Humble Pie                                                                                          | "Natural Born Bugie" (aka "Natural Born Woman") b/w "Wrist Job" (aka "I'll Go Alone")                                               |
| IM-083 | ZS7-5015 | (unused – reportedly slated to feature P.P. Arnold's "Would You Believe" b/w "Am I Still Dreaming") | (unused – reportedly slated to feature P.P. Arnold's "Would You Believe" b/w "Am I Still Dreaming")                                 |
| IM-084 | –        | Amen Corner                                                                                         | "Get Back" b/w "Farewell to the Real Magnificent Seven"                                                                             |
| –      | ZS7-5016 | The Hill                                                                                            | "Sylvie" b/w "The Fourth Annual Convention of the Battery Hen Farmers Association – Part II"                                        |
| IM-085 | –        | Amen Corner                                                                                         | Greatest Hits Immediate IML 2004 Year 1977                                                                                          |

## Eksterne links
- Den officielle Immediate Records hjemmeside